# Manuel Pires de Azevedo Loureiro
Manuel Pires de Azevedo Loureiro, Administrador Apostólico de Braga, Administrador Apostólico de Viseu, Bispo de Beja, Administrador Apostólico de Évora e Administrador Apostólico de Portalegre (Nelas, Santar, Moreira de Baixo, 15 de Março de 1777 - Beja, 26 de Setembro de 1848), foi um prelado, político e maçon português.

## Biografia
D. Manuel Pires de Azevedo Loureiro era filho de Sebastião de Loureiro Pires (Nelas, Santar, Moreira de Baixo) e de sua mulher (Nelas, Carvalhal Redondo, 24 de Maio de 1774) Ana Maria de Azevedo (Nelas, Carvalhal Redondo, Quinta da Silveira), neto paterno de Manuel Fernandes (Nelas, Canas de Senhorim, Casal de São José) (filho de Manuel Fernandes (Nelas, Canas de Senhorim, Casal de São José) e de sua mulher Eufémia Pires (Santar, Nelas, Nelas)) e de sua mulher Josefa de Loureiro (Nelas, Santar, Moreira de Baixo) (filha de Manuel de Loureiro e Nisa (Nelas, Santar, Quinta do Pisão) e de sua mulher Brízida de Figueiredo (Nelas, Santar, Moreira de Baixo)) e neto materno de Silvestre António de Figueiredo ou de Loureiro (Nelas, Santar, Moreira de Baixo ou Quinta da Silveira) (filho de Pascoal (ou Vasco) Henriques (Nelas, Carvalhal Redondo, Aguieira) e de sua mulher Caetana Pais (Santar, Nelas, Moreira de Baixo)) e de sua mulher Águeda Maria de Azevedo (Seia, Santiago, Folgosas, Folgosa do Salvador) (filha de Salvador Marques (Nelas, Nelas, Nelas) e de sua mulher Maria de Azevedo (Seia, Santiago, Folgosas, Folgosa do Salvador)).
Era irmão de António Pires de Azevedo Loureiro (Nelas, Santar, Moreira de Baixo - ?), Administrador Apostólico de Braga e Pároco Prior da Igreja da Freguesia de Santo André, em Lisboa, como havia sido seu irmão, por Carta de 11 de Agosto de 1843, e tio paterno de António Pires da Silva de Azevedo Loureiro.
Formou-se como Licenciado em Direito Canónico na Faculdade de Cânones da Universidade de Coimbra em 1799.
Foi ordenado Sacerdote a 28 de Novembro de 1802.
Desde e a partir de 1816, pelo menos, foi Prior da Igreja da Freguesia de Santo André, em Lisboa, Juiz Desembargador do Tribunal da Relação e Cúria Patriarcal, Ministro da Nunciatura e Procurador-Geral da Mitra Patriarcal de Lisboa.
Abraçou o Constitucionalismo e estava ligado ao Liberalismo, a partir da Revolução Liberal de 1820, e, desde então, o nome do Padre António Pires de Azevedo Loureiro apareceu em todas as situações que se criaram politicamente contra a Igreja em Portugal, e foi grande adversário das Ordens Religiosas, juntamente com o Primeiro-Ministro do Reino de Portugal Joaquim António de Aguiar, entrando em várias Comissões, então criadas e nomeadas para tratar das relações do Estado com a Igreja, e foi deportado pelo Infante D. Miguel de Portugal para Vouzela e, depois, para o Alvito, em 1823.
Fez parte da Maçonaria, desconhecendo-se, no entanto, quer a data da sua iniciação, quer o seu nome simbólico, quer o nome da Loja que frequentou, afecta ao Grande Oriente Lusitano.
Após a outorga da Carta Constitucional de 1826, foi eleito Deputado durante o Primeiro Cartismo, em 1826–1828, pelo Círculo Eleitoral da Estremadura.
Durante o Cisma com a Santa Sé, foi Governador da Arquidiocese de Braga e da Diocese de Viseu, nas condições próprias da época.
Em Braga, não havia Arcebispo desde 1827. Por isso, o Cabido, órgão colegial constituído pelos Cónegos da Sé, devia providenciar para que a Arquidiocese tivesse um responsável: um Vigário Capitular. Os Historiadores da Igreja são muito duros, e com razão, com Manuel Pires de Azevedo Loureiro, conforme é o caso de Fortunato de Almeida Pereira de Andrade, na sua História da Igreja em Portugal, Vol. III, que também assinala os seus desmandos nas suas Memórias para a História dum Cisma e nos Fastos Episcopais da Sé Primacial de Braga, onde menciona explicitamente "a demissão de muitos párocos e cónegos bem como a suspensão de outros":

Loureiro ia precedido da fama, talvez adrede improvisada, de homem recto e probo; "mas ele" – diz um contemporâneo – "encobria, com a capa de bondade, as mais desordenadas e destruidoras bases da sã moral, como pouco tempo depois se fizera patente". (...)
O governo de Loureiro de Azevedo em Braga foi uma série de prepotências e atropelos, em que nem ao menos se procurava salvar as aparências. No dia imediato àquele em que pela primeira vez entrou no paço arquiepiscopal, e antes de reunir o cabido para lhe conferir, embora contra direito, a jurisdição canónica, Loureiro chamou o secretário da câmara eclesiástica, Padre Custódio José de Araújo, a quem pediu todos os requerimentos que estivessem aguardando despacho. Poucas horas depois estavam expedidos todos os negócios pendentes. Suspendeu todos os clérigos que se tinham alistado no batalhão eclesiástico, e em seguida muitos outros por os considerar desafectos ao partido constitucional. Concedeu dispensas matrimoniais, sujeitas a multas a seu arbítrio impostas, e cujo produto se destinava a obras de beneficência, tudo em conformidade com os decretos de 1834. Em execução do decreto de 9 de Agosto de 1833, extinguiu os conventos de S. Frutuoso e Tibães. (...)
Por carta régia de 2 de Abril de 1834 foi insinuado ao cabido [bracarense] que elegesse vigário capitular o Dr. Manuel Pires de Azevedo Loureiro [na altura nomeado pelo governo administrador temporal da diocese], prior da freguesia de Santo André de Lisboa, o qual efectivamente foi eleito no dia 15, apesar das observações feitas por alguns cónegos sobre a ilegitimidade de tal acto.
Manuel Pires de Azevedo Loureiro é, contudo, um intruso, uma vez que havia um Vigário Capitular legítimo, que se comporta como fiel e activo agente dum governo hostil à Igreja.
Em 1833, foi eleito Vigário-Geral do Patriarcado de Lisboa.
A 23 de Dezembro de 1835, coloca seu irmão António Pires de Azevedo Loureiro como seu substituto na qualidade de Vigário Capitular da Arquidiocese de Braga. Mas é um ano antes, a 19 de Dezembro de 1834, ano da vitória Liberal contra D. Miguel I e da extinção das Ordens Religiosas, que se conclui a intitulada Carta de Sentença Cível de Património da Capela da Santa Cruz de Jesus Cristo, colocada na freguesia de Santa Eulália de Balazar, um importante documento que se encontra na Freguesia de Santa Eulália de Balazar, no concelho da Póvoa de Varzim, estudado pelo Padre Leopoldino Mateus no Boletim Cultural Póvoa de Varzim.
Tendo sido eleito por Mandato Real como Bispo de Beja em 1833, só foi confirmado como tal a 22 de Janeiro de 1844, pela Bula Cum propter tuam religionem do Papa Gregório XVI, devido ao seu comportamento aquando Membro da Comissão para a execução do Decreto promulgado em 1822 contra as Ordens Religiosas, e por ter tomado parte com seu irmão num Cisma Religoso durante esse período, mais concretamente entre 1832 e 1842. Ainda por letras apostólicas datadas do dia seguinte à sua confirmação como Bispo de Beja, e com a aprovação do Beneplácito Régio a 23 de Fevereiro do mesmo ano, recebeu a faculdade de governar a Diocese antes de receber a Sagração Episcopal e tomar posse do território eclesiástico. Ignora-se quando terá entrado na Diocese; porém em Setembro de 1844 já se encontrava em Beja, como prova o juramento que diante dele prestou o Dr. Jorge Manuel Lobo Pimentel, nomeado Promotor da Diocese.
Foi eleito para a Legislatura de 1834–1836 pelo Círculo Eleitoral do Minho, de que prestou juramento a 23 de Agosto de 1834. Deputado da Facção Ministerial, Manuel Pires de Azevedo Loureiro integrou a Comissão Parlamentar que, a 23 de Agosto de 1834, se pronunciou a favor de a Regência do Reino ser entregue a D. Pedro IV de Portugal, durante a menoridade de D. Maria II de Portugal. Após longa discussão, o Parecer da Comissão Parlamentar acabou por ser aprovado por larga maioria. O Deputado pertenceu, também, à Comissão Parlamentar que, encarregue de produzir um Parecer sobre uma Proposta do Governo relativamente ao casamento da Rainha, recomendou, a 28 de Agosto de 1834, que a Soberana fosse autorizada a casar com um Príncipe estrangeiro, apesar de a Carta Constitucional de 1826 prescrever o contrário. O parecer da Comissão Parlamentar foi, por fim, aprovado pela Câmara dos Deputados
Exerceu novamente as funções de Governador na Arquidiocese de Évora, nos anos de 1840 a 1842.
Apresentado na Sé Catedral de Beja, foi confirmado a 22 de Janeiro de 1844, com a faculdade de governar a Diocese antes de receber a Sagração de Bispo e de tomar posse do Bispado, mas permaneceu como Prelado da Diocese de Beja até 1848.
Publicou, ainda em Agosto de 1844, uma obra de carácter eclesiástico:
- Instrução para a recepção do crisma[4][5]

Ascendeu ao Pariato, e foi Par do Reino, por inerência decorrente do Decreto Real de 30 de Abril de 1826, de 1844 a 1848, de que prestou juramento a 1 de Outubro de 1844, apenas depois da sua confirmação e não logo desde a sua eleição. A fim de tomar assento no Parlamento, nomeou, em 1844, o mesmo Dr. Jorge Manuel Lobo Pimentel como Provisor e Vigário-Geral da Diocese. Na sua qualidade de Par do Reino, D. Manuel Pires de Azevedo Loureiro pertenceu, em 1845, a uma Comissão Parlamentar Mista, isto é, composta por elementos das duas Câmaras, cuja missão era debater um Projecto de Lei respeitante aos Seminários Episcopais. Em 1846 e 1848, fez parte, também na Câmara Alta, das Comissões de Negócios Eclesiásticos e de Instrução Pública.
A 7 de Maio de 1845, faleceu o Cardeal-Patriarca de Lisboa D. Frei Francisco de São Luís Saraiva, que administrava o Bispado de Portalegre, e, por sua morte, a Administração Apostólica deste Bispado e Diocese de Portalegre ficou, também, a cargo do Bispo de Beja D. Manuel Pires de Azevedo Loureiro até à sua morte em 1848.
Encontrando-se em Beja gravemente doente e sem forças para governar as Dioceses, faleceu a 26 de Setembro de 1848, sendo sepultado a 29 do referido mês na Cripta da Igreja do Salvador, na Cidade Episcopal de Beja.